# Tulasnella inclusa
Tulasnella inclusa é uma espécie de fungo pertencente à família Tulasnellaceae.